# Ana María Crespo de Las Casas
Ana María Crespo de Las Casas (Santa Cruz de Tenerife, 30 de març de 1948) és una biòloga espanyola, professora universitària i acadèmica de la Reial Acadèmia de Ciències Exactes, Físiques i Naturals.

## Biografia
El 1970 es va llicenciar en Biologia a la Universitat Complutense de Madrid (UCM) i s'hi va doctorar el 1973. El 1983 va obtenir la càtedra de Botànica de la facultat de Farmàcia de la Universitat Complutense de Madrid, on ha estat Directora del Departament de Biologia Vegetal II. Des del 2005 és investigadora associada al Museu Field d'Història Natural de Chicago (Illinois).
De 1986 a 1991 fou Directora General del Gabinet del Secretari d'Estat d'Universitats i Recerca del Govern d'Espanya, i de 1991 a 1993 fou Directora General d'Ensenyament Superior. De 2005 a 2008 fou Coordinadora General de la Comissió Nacional Avaluadora de l'Activitat Investigadora (CNEAI).
Interessada en la micologia, el seu camp d'investigació s'ha centrat en la recerca evolutiva, sistemàtica i ecològica dels líquens, la relació entre caràcters fenotípics i genòmics posant de manifest l'alta homoplàsia morfològica dels fongs. Ha treballat també en identificació molecular d'espècies i col·labora en el disseny del DNA barcoding.
El 2006 ingressà com a acadèmica corresponent de la Reial Acadèmia de Ciències Exactes, Físiques i Naturals, i en fou nomenada acadèmica de número el 2010. En va prendre possessió el 2012 amb el discurs El discurrir de una Ciencia amable y la vigencia de sus objetivos: de Linneo al código de barras de ADN se pasa por Darwin. Era la tercera dona acadèmica de la institució i el cinquè acadèmic d'origen canari. El 2011 fou escollida membre de la junta de la International Association for Plant Taxonomy (IAPT).

## Reconeixements
El 1993 va obtenir la Medalla d'Honor individual de la Universitat Internacional Menéndez Pelayo.
El 2012 va rebre la Medalla Acharius de la International Association for Lichenology.